# St. Marien (Altlandsberg)

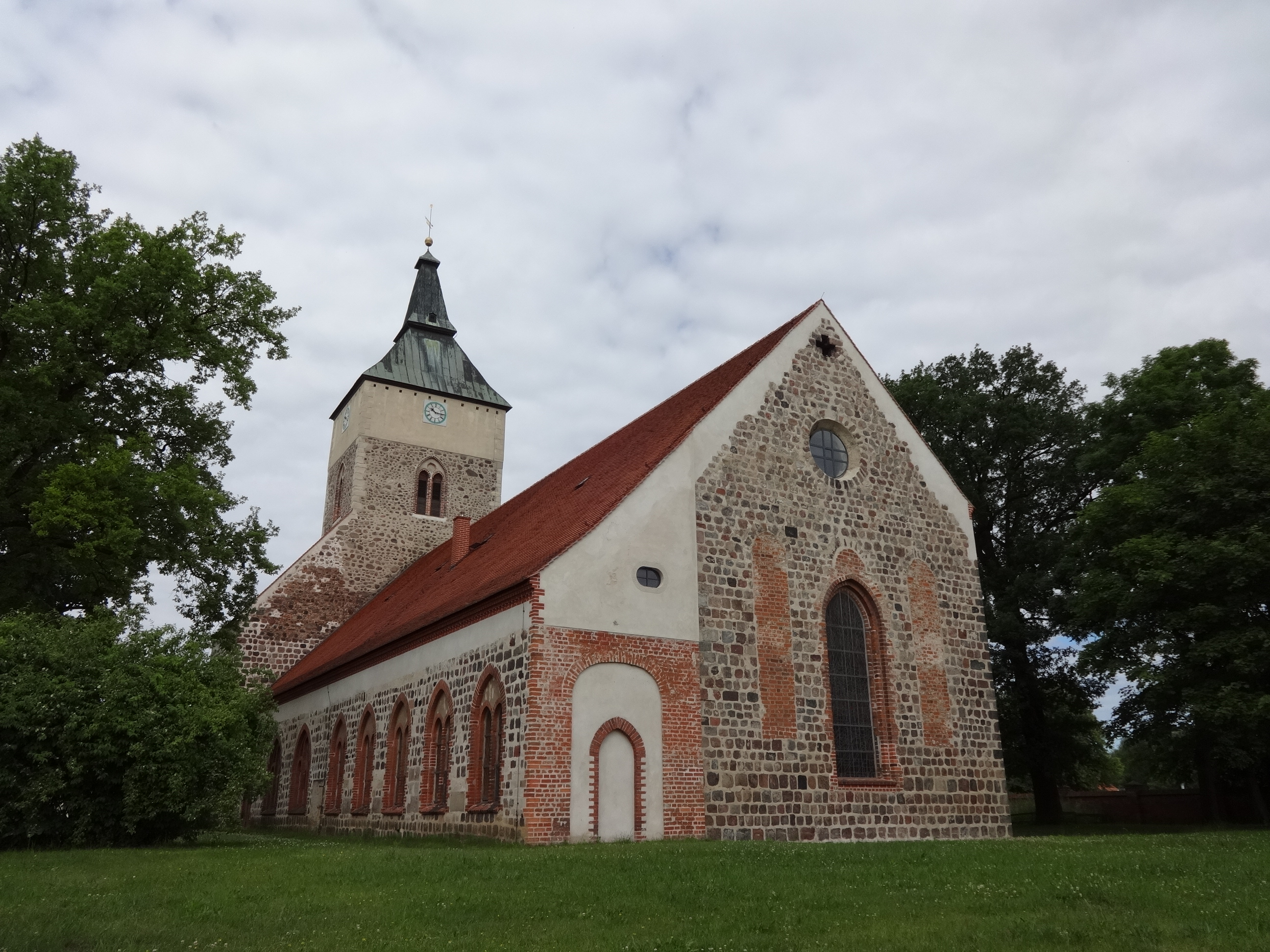
Evangelische Stadtkirche

Die Stadtpfarrkirche St. Marien ist die evangelische Kirche von Altlandsberg im Land Brandenburg, Landkreis Märkisch-Oderland. Sie gehört zum Kirchenkreis Oderland-Spree der Evangelischen Kirche Berlin-Brandenburg-schlesische Oberlausitz.

## Lage und Geschichte
Brandenburgische Feldsteinkirchen befinden sich häufig am Dorfanger oder am Marktplatz. Dieser Sakralbau steht jedoch nicht am Marktplatz der Stadt, sondern einige Meter weiter nördlich: Man vermutet, dass sich dort die ersten Slawen niederließen. Dendrochronologische Untersuchungen eines Eichenholzrahmens im Chor zeigten, dass um 1250 mit der Stadterweiterung Altlandsburgs auch die heutige Kirche entstand. Sie ersetzte vermutlich einen aus Holz errichteten Vorgängerbau, der von christianisierten Slawen oder wettinischen Markgrafen gebaut wurde. Im Jahr 1375 lag das Kirchenpatronat beim Prämonstratenserkloster in Gramzow, dem ältesten urkundlich erwähnten Ort der Uckermark. Beim Stadtbrand 1432 wurde das Bauwerk fast vollständig zerstört und erst um 1500 wieder aufgebaut. Dabei ergänzte die Kirchengemeinde das Bauwerk um einen Turm. In dieser Zeit tauschte man vermutlich auch die flachen Balkendecken im Chor, den Mittel- und den Seitenschiffen gegen ein Gewölbe aus. Durch den Umbau fiel der Obergaden mit den dort vorhandenen acht Fenstern weg. Sie sorgten in Verbindung mit jeweils drei ca. 40 cm breiten Fenstern am Chor für hinreichend Lichteinfall im Mittelschiff. Diese Fenster wurden nach dem Einbau des Gewölbes vergrößert, damit mehr Licht ins Kircheninnere fiel. 1459 kam die Gemeinde zur Propstei Berlin. Aus dem Jahr 1540 ist überliefert, dass die von Krummensee vier Pfarrhufe in ihrem Besitz hielten und dem Pfarrer lediglich ein Drittel der Einnahmen zukommen ließen. Ein Jahr später wechselte das Patronat vom Prämonstratenserkloster auf die von Krummensees. Aus der Zeit um 1600 stammt die heute noch vorhandene Kanzel. Anfang des 16. Jahrhunderts erfolgte ein Umbau des Turms. Dies ist an den kaum noch behauenen Steinen oberhalb der Turmschulter erkennbar. 1620 stiftete der Kirchenpatron Joachim von Krummensee eine Orgel. Um diese Zeit muss auch je eine Empore für die Weber, die Gesellen sowie die Schüler eingebaut worden sein. Eine weitere Empore für das Patronat entstand an der Westwand des Mittelschiffs. 1718 stockte man den Turm erneut auf, verwendete dabei aber neben Feldsteinen auch Ziegel und Kanten aus Kalkstein. Dieser Bereich setzt sich heute als hell verputzter Teil vom übrigen Turm deutlich ab. Außerdem erhielt er eine barocke Turmhaube, die 1772 durch einen Pyramidenhelm ersetzt wurde. 1725 baute man die Sakristei und eine Bibliothek an. Diese wird heute als Winterkirche genutzt, die Emmaus-Kapelle. 1799 stiftete der Apotheker und Bürgermeister Zander einen größeren Geldbetrag, mit dem die Kirche eine neue Orgel erwerben konnte. Sie wurde 1894 durch eine Sauer-Orgel ersetzt. In den Jahren 1845/1846 sowie 1892/1893 tauschte man die Fenster im Seitenschiff aus. Bei diesen Umbauarbeiten erfolgte auch ein Austausch des Kirchengestühls: Alle Emporen wurden entfernt. Das Altarfenster erneuerte Günter Johl im Jahr 1958. Von 1958 bis 1960 reparierte man die Sauer-Orgel; sie erhielt dabei das heutige Aussehen. Gleichzeitig strich man den Innenraum mit einem neuen Kalkputz an. Weitere Sanierungsarbeiten erfolgten 1980 mit einer neuen Verglasung der Fenster. Drei Jahre später erhielt der Turm ein Dach aus Kupfer.
Im 20. Jahrhundert führte man umfangreiche Sanierungsarbeiten unter der Leitung des Architekten Manfred Thon sowie des Restaurators Tom Zimmermann durch. Die Arbeiten begannen 2001 mit einer Instandsetzung der Orgel. 2004 folgte der Turm: Er erhielt zunächst einen neuen Dachstuhl. Anschließend sanierten Thon und Zimmermann die Feldsteinfassade und ließen danach die Turmschultern mit handgestrichenen Biberschwanzziegeln neu eindecken. Bei den Sanierungsarbeiten entdeckte man an der Südfassade des Chores mittelalterliche Putzbefunde. Sie wurden wie auch der Fugenbestand an der Fassade des Kirchenschiffs konserviert. In der ersten Etage des Turms zog man eine Zwischendecke ein, um den neu entstandenen Raum für Ausstellungen und Veranstaltungen zu nutzen. In Zusammenarbeit mit dem NABU beteiligte man sich an dessen Projekt Lebensraum Kirchturm und öffnete oberhalb der Turmuhr mehrere Nischen. Sie dienen seither Turmfalken als Einflugmöglichkeit und Nistgelegenheit im Turm. Die Sanierungsarbeiten am Turm wurden 2005 abgeschlossen. Von 2008 bis 2009 sanierte die Gemeinde das Kirchenschiff. Es erhielt einen komplett neuen Dachstuhl, in dem auf den vorhandenen Holzbalken aus dem 15. Jahrhundert eine Stahlkonstruktion aufgesetzt wurde. Für die Arbeiten waren 720.000 Euro vorgesehen, die teilweise aus Spendenmitteln bestanden. Am 7. August 2008 feierte man das Richtfest. In den Seitenschiffen erneuerte die Kirchengemeinde die Decken, die vom Hausschwamm befallen waren. 2009 erfolgte eine Putzkonservierung am Obergaden, der eine deutliche Rissbildung aufwies.

## Architektur
Die dreischiffige Pfeilerbasilika verfügt über einen einschiffigen Rechteckchor mit drei Kreuzrippengewölben. Er muss zu früheren Zeiten mit einer Spitztonne aus Holz verkleidet gewesen sein. Das gotische Mittelschiff verfügt über vier, deutlich repräsentativere Sternrippengewölbe. Die Seitenschiffe weisen vier Kreuzrippengewölbe auf. Matthias Friske gibt als Turmlänge acht Meter und als Breite 20,2 Meter an. Das Schiff wird mit 20 Metern Länge, das Mittelschiff und der Chor mit elf Metern beziffert. Der Chor weist eine Länge von 16 Metern auf. Bis zur Traufhöhe des Kirchenschiffs wurden gleichmäßig behauene Feldsteine verwendet. Der querrechteckige, westlich leicht vorgelagerte Kirchturm ist im Vergleich zum Schiff vergleichsweise massig ausgeführt. In der oberen, quadratisch leicht verjüngten Hälfte befinden sich an drei Seiten je zwei spitzbogige Klangarkaden, die in einem weiteren, mit Kalkstein ausgeführtem Maßwerkfenster eingefasst sind.
Eine der beiden Glocken mit einem Durchmesser von 102 cm wurde um 1300 gegossen. Sie trägt keine Inschrift, sondern ist am Glockenhals lediglich mit zwei Doppellinien verziert. Eine weitere wurde 1640 umgegossen, während eine dritte Glocke fehlt. Hier befindet sich im Glockenstuhl lediglich noch die Aufhängung. An der Süd- und Nordseite befindet sich je ein ebenfalls spitzbogiges Fenster mit einer darunter angeordneten Pforte. Am nördlichen Seitenschiff befindet sich ein zugemauertes Portal, was auf eine frühere Funktion als mittelalterliche Burgkapelle hindeutet. An der Nordfassade des Chors sind die Reste der Sakristei sowie drei vermauerte, spätgotische Fenster zu erkennen. Ein weiterer, ebenfalls vermauerter Zugang diente als Außenpforte. Daneben sind an der Fassade einige zugemauerte Fenster erkennbar, beispielsweise die beiden seitlichen Ostfenster. Andere wurden durch eine größere Öffnung mit Backsteingewänden ersetzt. Am südlichen Seitenschiff ist unterhalb des zweiten Obergadenfensters der ehemalige Anschlag der Dachdeckung in Form von Mönch und Nonne erkennbar.

## Ausstattung

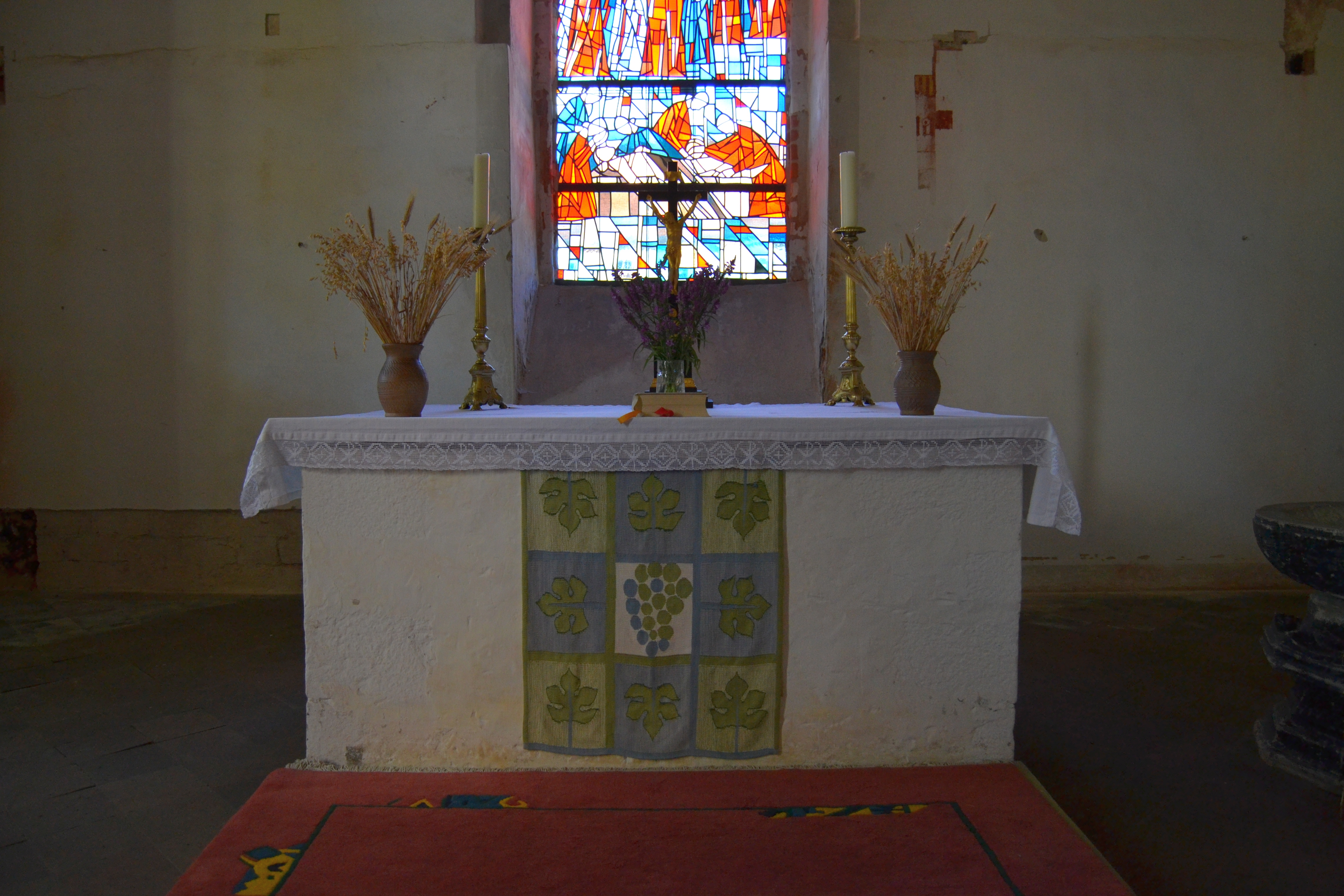
Altar

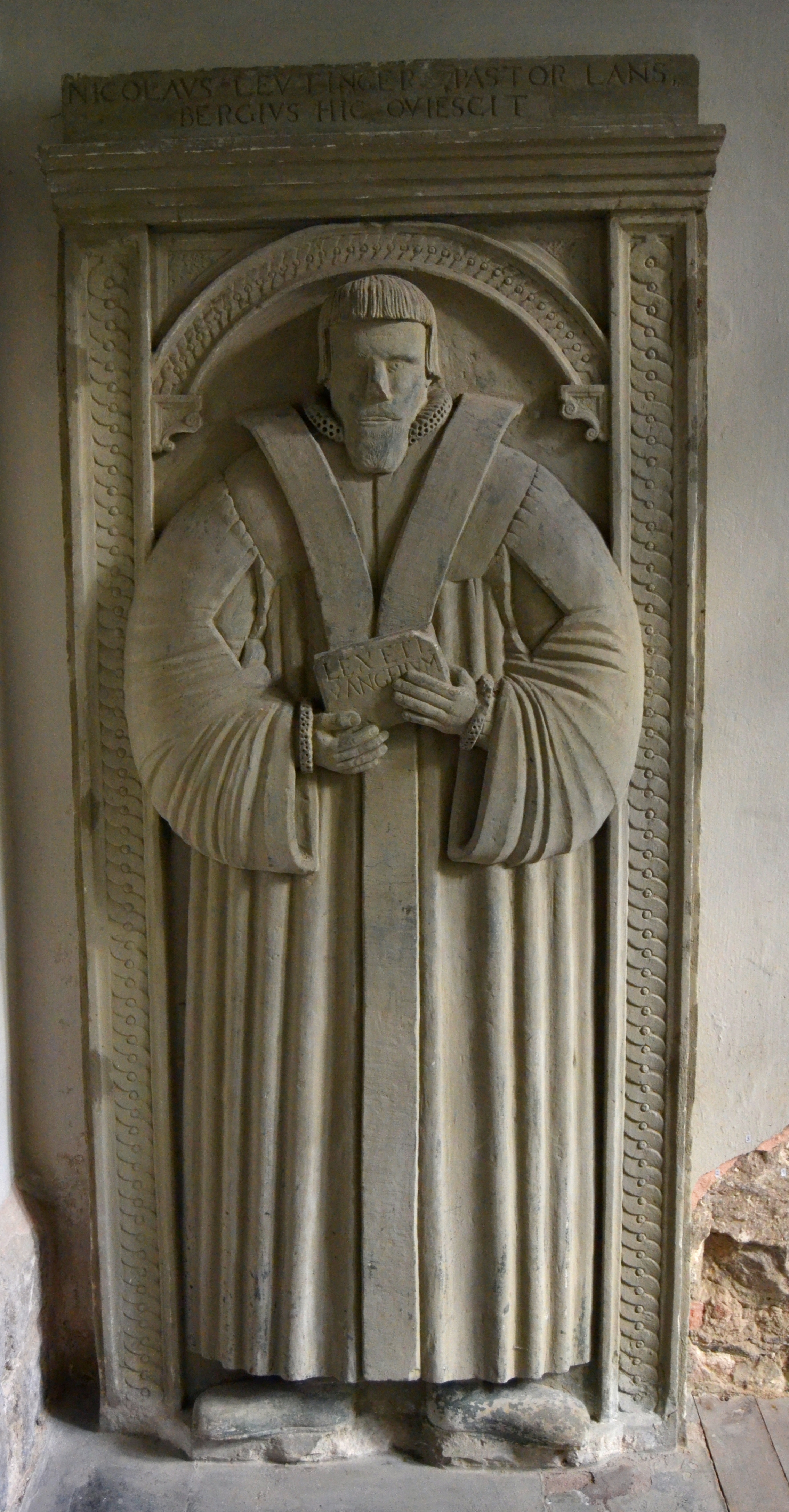
Grabplatte für Nikolaus Leutinger d. Ä.

Laut Friske befanden sich im Jahr 1540 insgesamt fünf Altäre in der Kirche, wobei unklar ist, ob sie ein Retabel besaßen. Darauf deutet auch das Alter des Altarblocks hin, der auf die Mitte des 13. Jahrhunderts datiert werden kann. Durch die Lage des Ostfensters über dem Altar ist es denkbar, dass es ein Retabel ersetzen sollte. Der mit schwarzem Ölanstrich versehene Taufstein stammt aus dem 15. Jahrhundert und besteht aus Rüdersdorfer Kalkstein. Seine Höhe beträgt 83,5 cm bei einem Durchmesser der Kuppa von 82,5 cm. Eine Verankerung fehlt, so dass man keine Angaben darüber machen kann, ob er im Laufe der Jahrhunderte einen anderen Standort innerhalb der Kirche hatte. Die Kanzel entstand im 16. Jahrhundert. Die dort angebrachten Evangelisten schnitzte man 2003 anhand der originalen Vorlagen nach. In der Kirche befinden sich außerdem der Grabstein von Nikolaus Leutinger (1554–1612), dem Verfasser einer 30-bändigen brandenburgischen Geschichte des Reformationsjahrhunderts, sowie der Grabstein des Apothekers und Bürgermeisters Zander. Daneben gibt es drei Kelche, von denen der älteste aus dem Jahr 1452 stammt und mit der Gottesgebärerin, Barbara von Nikomedien, Katharina von Alexandrien, Johannes, Margareta von Antiochia und der heiligen Dorothea verziert ist. Hierzu gehört eine Patene mit einem Durchmesser von 14 cm. Der zweite und dritte Kelch stammten aus dem 16. Jahrhundert; einer von ihnen trägt vermutlich die Initialen seiner Stifter. Die Sauer-Orgel verfügt über 21 Register mit zwei Manualen. Das neugotische Prospekt wurde im Zweiten Weltkrieg zerstört und in den 1950er Jahren durch ein schlichtes Prospekt ersetzt. Unterhalb des Chors befinden sich zwei nicht zugängliche Gräber. In dem größeren, 1730 zugemauerten Gewölbe befinden sich 13 Särge, darunter der des kurbrandenburgisch-preußischen Geheimen Rates und Diplomaten Otto Graf von Schwerin. In dem kleineren sollen Joachim von Krummensee und eine Frau von Kleist beigesetzt worden sein. Im Chor befanden sich auf der Höhe der Emporen Bilder aus den Büchern Moses, die in 14 Felder unterteilt waren. Ihre Existenz kann noch bis in das 19. Jahrhundert bezeugt werden; im 21. Jahrhundert sind sie nicht mehr vorhanden.

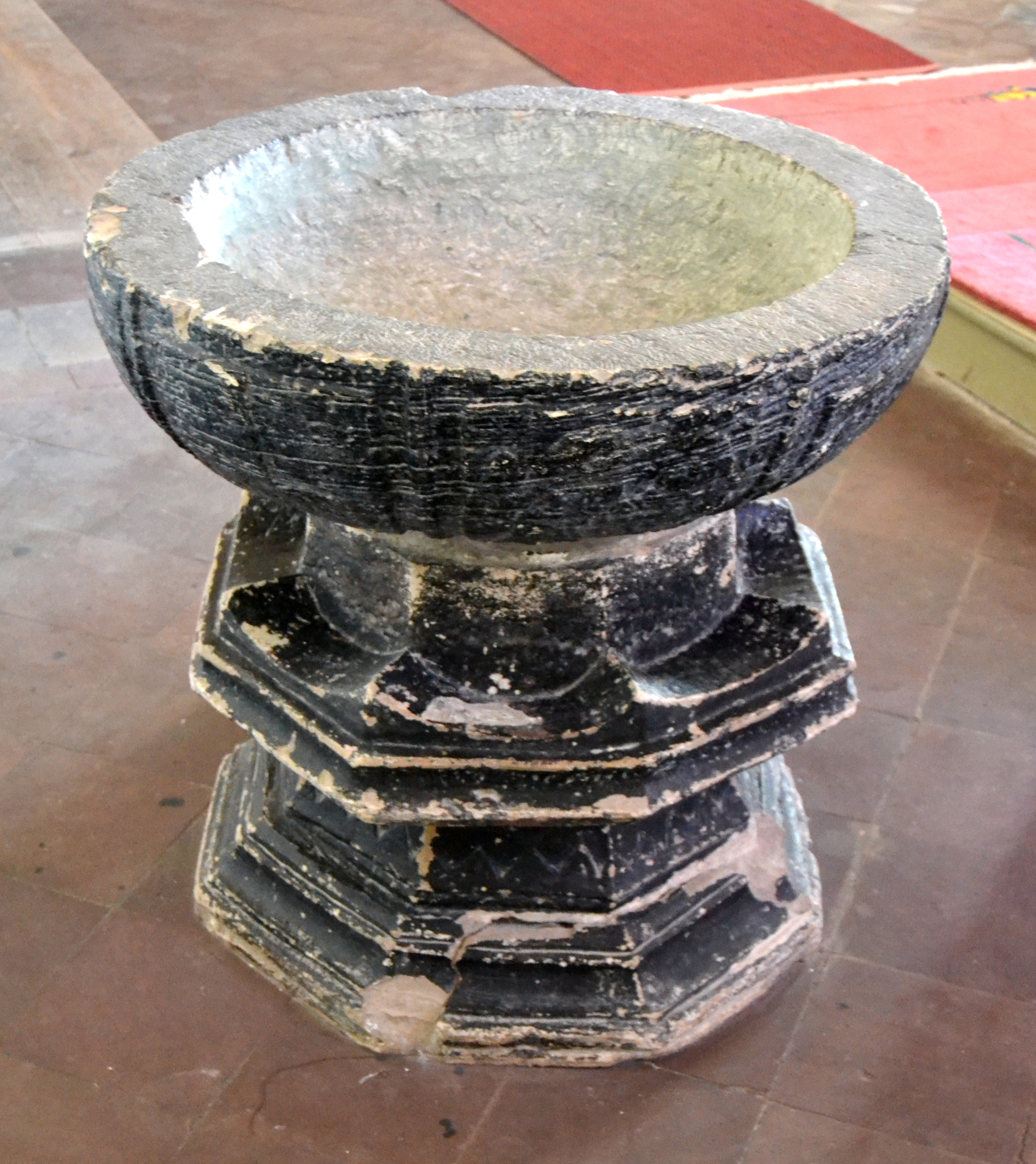
Taufbecken
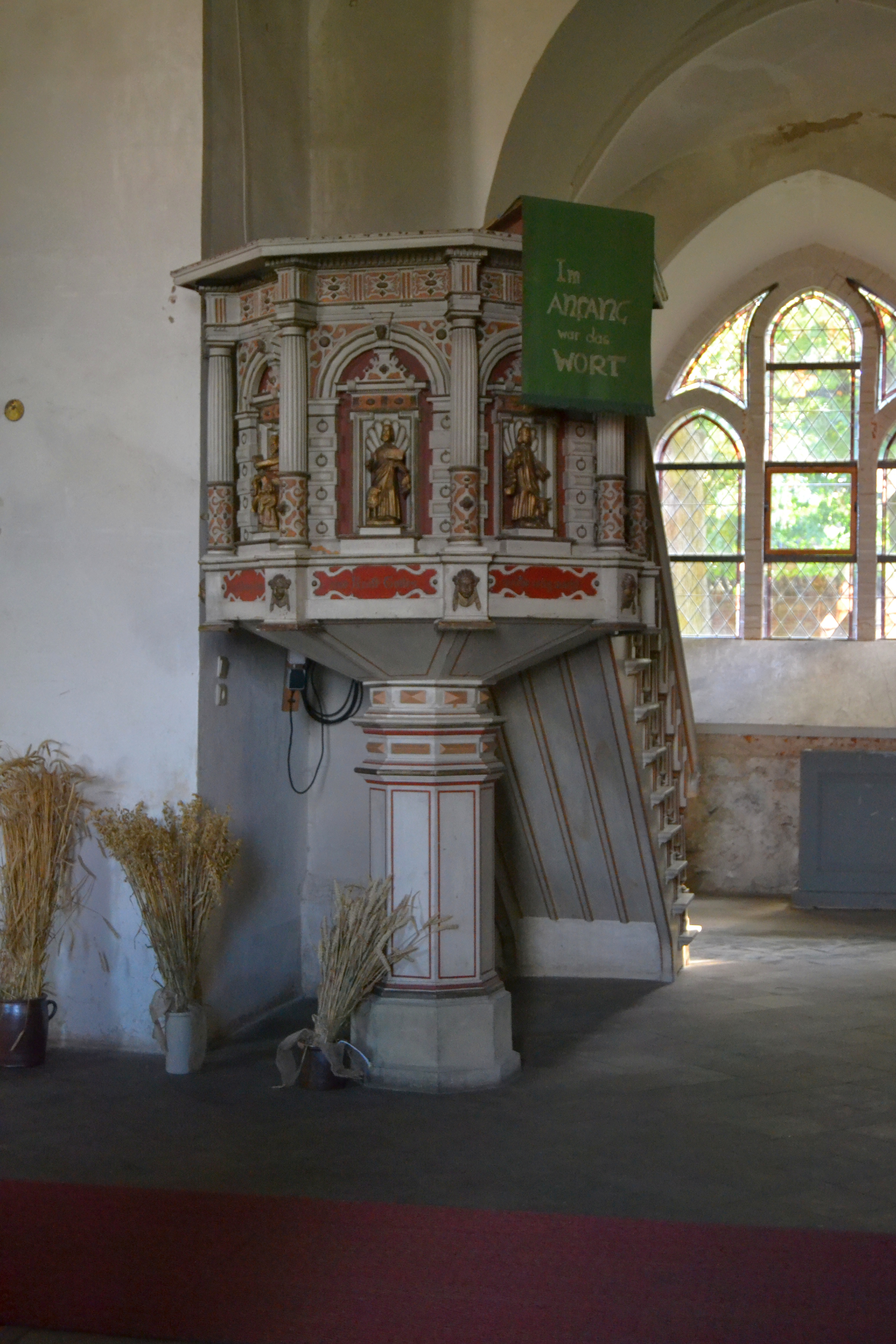
Kanzel
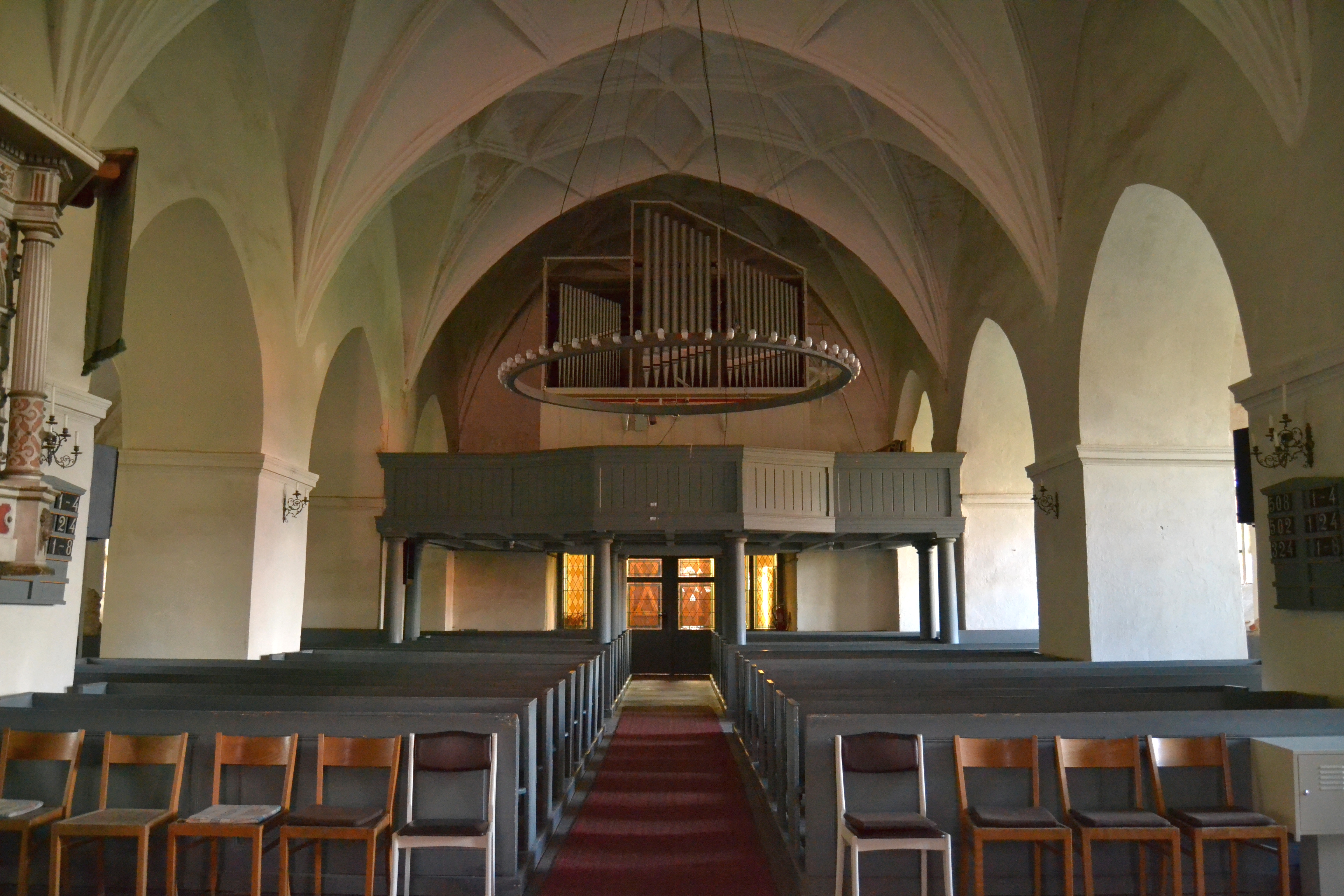
Orgel
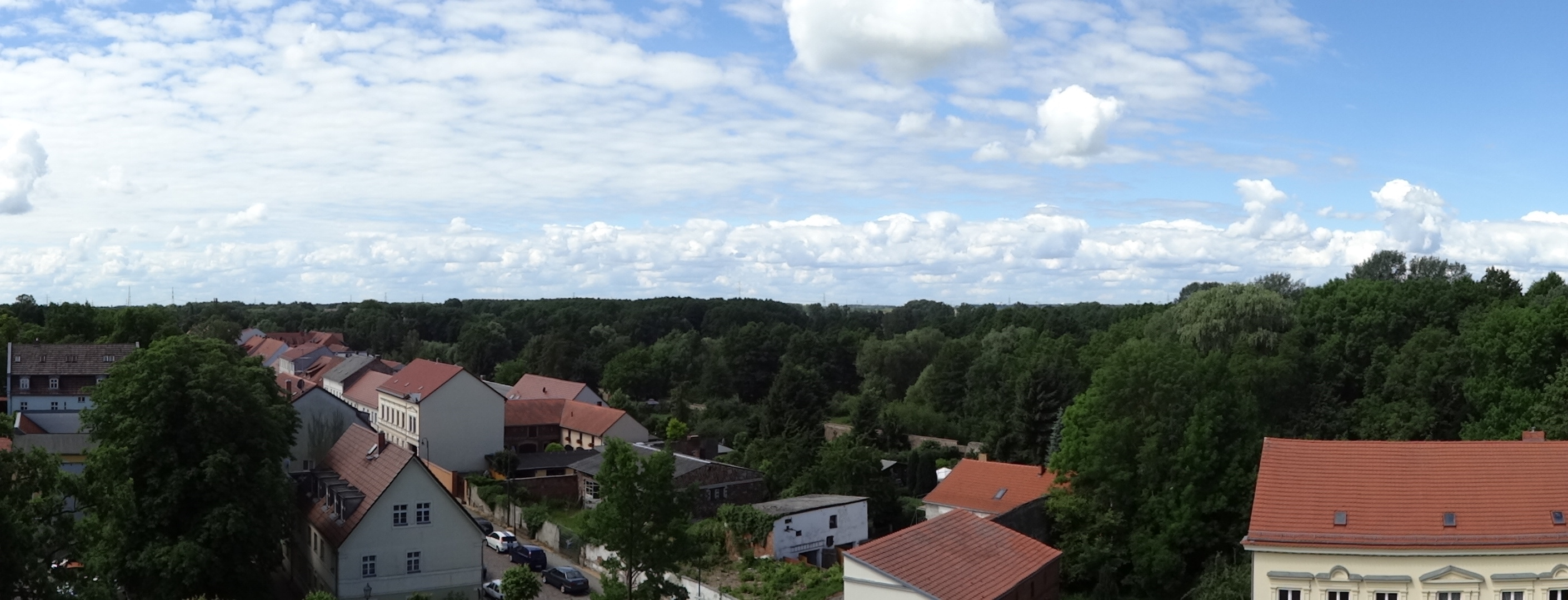
Blick vom Kirchturm Richtung Berlin
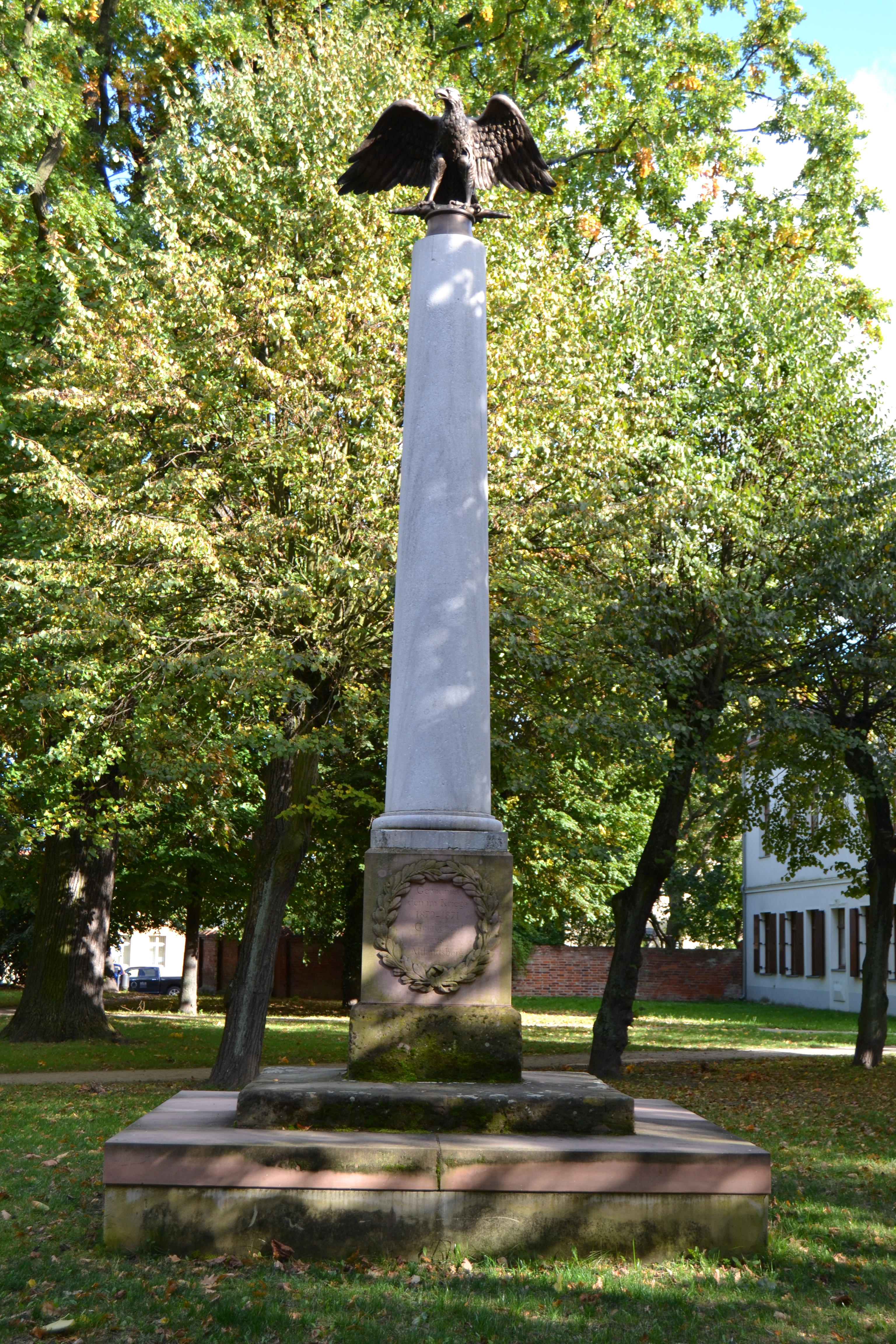
Denkmal für die Opfer des Deutsch-Französischen Krieges